# Hanneke Riemer
Johanna Elisabeth (Hanneke) Riemer (Renkum, 28 maart 1960) is een Nederlands actrice. Ze is bekend van haar rol als mevrouw Helderder in de speelfilm Pluk van de Petteflet en de televisieserie Mijn Franse tante Gazeuse, waarin ze de moeder van Katootje, Martine Tekelenburg, speelde.

## Biografie
Na het vwo op het Wagenings Lyceum studeerde ze een jaar Engelse Taal- en Letterkunde aan de Universiteit  Utrecht. Vervolgens werd ze toegelaten tot de Toneelschool Amsterdam, waar ze in 1985 afstudeerde. Nadat ze bij het Theater van het Oosten had gestaan als Gwendolen in The Importance of Being Earnest, samen met onder anderen Annet Nieuwenhuyzen, Porgy Franssen en Jeroen Willems, is ze zich verder gaan richten op film en televisie.

## Filmografie

### Televisieseries
| Jaar | Serie                        | Rol                      | Opmerkingen                                        |
| ---- | ---------------------------- | ------------------------ | -------------------------------------------------- |
| 1991 | Goede tijden, slechte tijden | Erika Mansfeld           | Afl. 93, 96 en 98                                  |
| 1992 | Vreemde praktijken           | Eva van Vonderen         | Afl. De ton van Duinhoven                          |
| 1992 | Bureau Kruislaan             | Mevrouw Donia            | Afl. Kind ontvoerd                                 |
| 1993 | Mus                          | Yvonne                   |                                                    |
| 1996 | Oppassen                     | Ambtenaar                | Afl. In wankel evenwicht                           |
| 1997 | Goudkust                     | Kinderhandelaar Salomé   |                                                    |
| 1998 | Flodder                      | Buurvrouw                | Afl. Videogeweld                                   |
| 1998 | Otje                         | Zuster Snĳbiet           | Afl. De oorkonde van Kokkelburg                    |
| 2000 | Wet & Waan                   | Fietje Mensinga          |                                                    |
| 2003 | Rozengeur & Wodka Lime       | Bernice van Zuiden       | Afl. Nieuwe levens en losse eindjes                |
| 2004 | Ibbeltje                     | Saskia                   |                                                    |
| 2006 | Van Speijk                   | Bibliothecaresse         | Afl. Het geld dat stom is, maakt krom wat recht is |
| 2007 | Het Huis Anubis              | Rectrix                  |                                                    |
| 2009 | XMIX                         | Barones                  | Afl. De parels van de barones                      |
| 2011 | Zieleman                     | Afra                     |                                                    |
| 2013 | Flikken Maastricht           | Mevrouw Esselien de Waal | Afl. Copycat                                       |
| 2016 | La Famiglia                  | Burgemeester             |                                                    |
| 2019 | Dit zijn wij                 | Cecile Wensink           | Afl. Carrières                                     |

### Films
| Jaar | Serie                     | Rol                 | Opmerkingen |
| ---- | ------------------------- | ------------------- | ----------- |
| 1997 | Mijn Franse tante Gazeuse | Martine Tekelenburg |             |
| 2004 | Pluk van de Petteflet     | mevrouw Helderder   |             |
| 2012 | Koning van Katoren        | vrouw met hondje    |             |
| 2024 | Tegendraads               | mevrouw Schneider   |             |